# Savamala
Savamala (en serbe cyrillique : Савамала) est un quartier de Belgrade, la capitale de la Serbie. Il est situé en partie dans la municipalité de Savski venac et en partie dans la municipalité de Stari grad. En 2002, il comptait 4 273 habitants.

## Localisation
Le quartier de Savamala est situé au sud de la forteresse de Belgrade et du parc de Kalemegdan et au sud du quartier de Kosančićev venac ; il s'étend le long de la rive droite de la Save. Sa partie septentrionale fait partie de la municipalité de Stari grad, tandis que le centre et sud font partie de la municipalité de Savski venac. La rue principale du quartier est la rue Karađorđeva, la « rue de Karageorges ».
À l'origine, toute la partie ouest de l'actuel centre-ville, les pentes de Terazije, était appelée Savamala ; le quartier était entouré par les rues et places modernes de Terazije, Kralja Milana, Slavija, Nemanjina et Kneza Miloša. La même appellation désigne aujourd'hui uniquement un secteur situé le long de la rue Karađorđeva.

## Histoire
À l'origine, le secteur était un marécage connu sous le nom de Ciganska bara, le « marais des Tziganes », ainsi appelé à cause des Gitans pauvres qui y habitaient ; il fut ensuite nommé Bara Venecija, le « marais de Venise ». Après que le marécage fut asséché, le quartier qui fut construit à son emplacement conserva le nom de Bara Venecija, nom qui désigne encore un sous-quartier de Savamala. Savamala fut le premier quartier construit en dehors de la forteresse après la libération de la Serbie. Sa construction a commencé dans les années 1830, sur l'ordre du prince Miloš Obrenović, pressé de construire un quartier serbe en dehors des quartiers turcs.

## Caractéristiques
Le nom de Savamala provient de la rivière la Save, en serbe Sava, et d'un terme turc, mahala, habituellement contracté en ma('a)la en serbe, terme qui désigne un « quartier » ou en ensemble de maisons. Savamala est ainsi « le quartier de la Save ».
À cause de son altitude relativement peu élevée par rapport à la rivière, Savamala est fréquemment inondé au moment des crues de la Save, comme ce fut notamment le cas en 1984 et lors des grandes inondations de 2006 en Europe[réf. nécessaire].
Sur le territoire du quartier se trouvent l'Hôtel Bristol de Belgrade, ainsi que les bâtiments de la Faculté d'économie de l'Université de Belgrade.

## Transports
Savamala constitue un important centre pour la circulation routière, notamment avec la rue Karađorđeva, également empruntée par le tramway de Belgrade. Deux ponts y enjambent la Save : le pont de Branko (en serbe : Brankov most) et l'ancien pont de la Save (Stari Savski most). On y trouve aussi la gare d'autobus de Belgrade (Beogradska autobuska stanica ; en abrégé : BAS), située au n° 4 de la rue Železnička, qui sert de base à la compagnie de transport SP Lasta. 

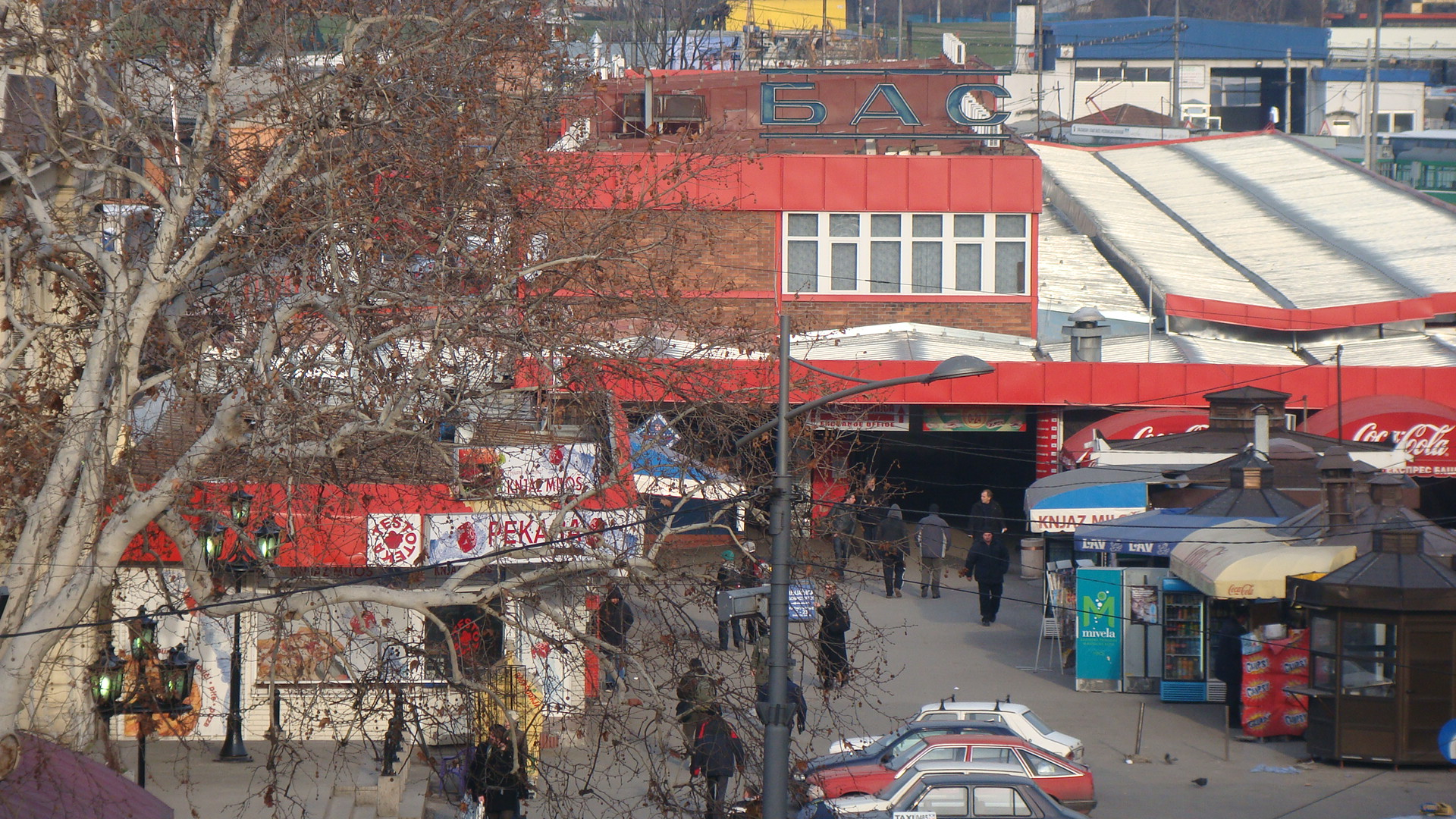
La gare d'autobus de Belgrade (BAS).

Le quartier abrite aussi la gare principale de Belgrade (Glavna železnička stanica), située 1 Savski trg, construite entre 1881 et 1884 sur des plans de l'architecte autrichien von Slattich par l'architecte Dragiša Milutinović dans un style académique et qui est aujourd'hui inscrite sur la liste des monuments culturels de la grande importance de la République de Serbie,. Le port de la Save (Savsko pristanište) est également situé dans le quartier. 

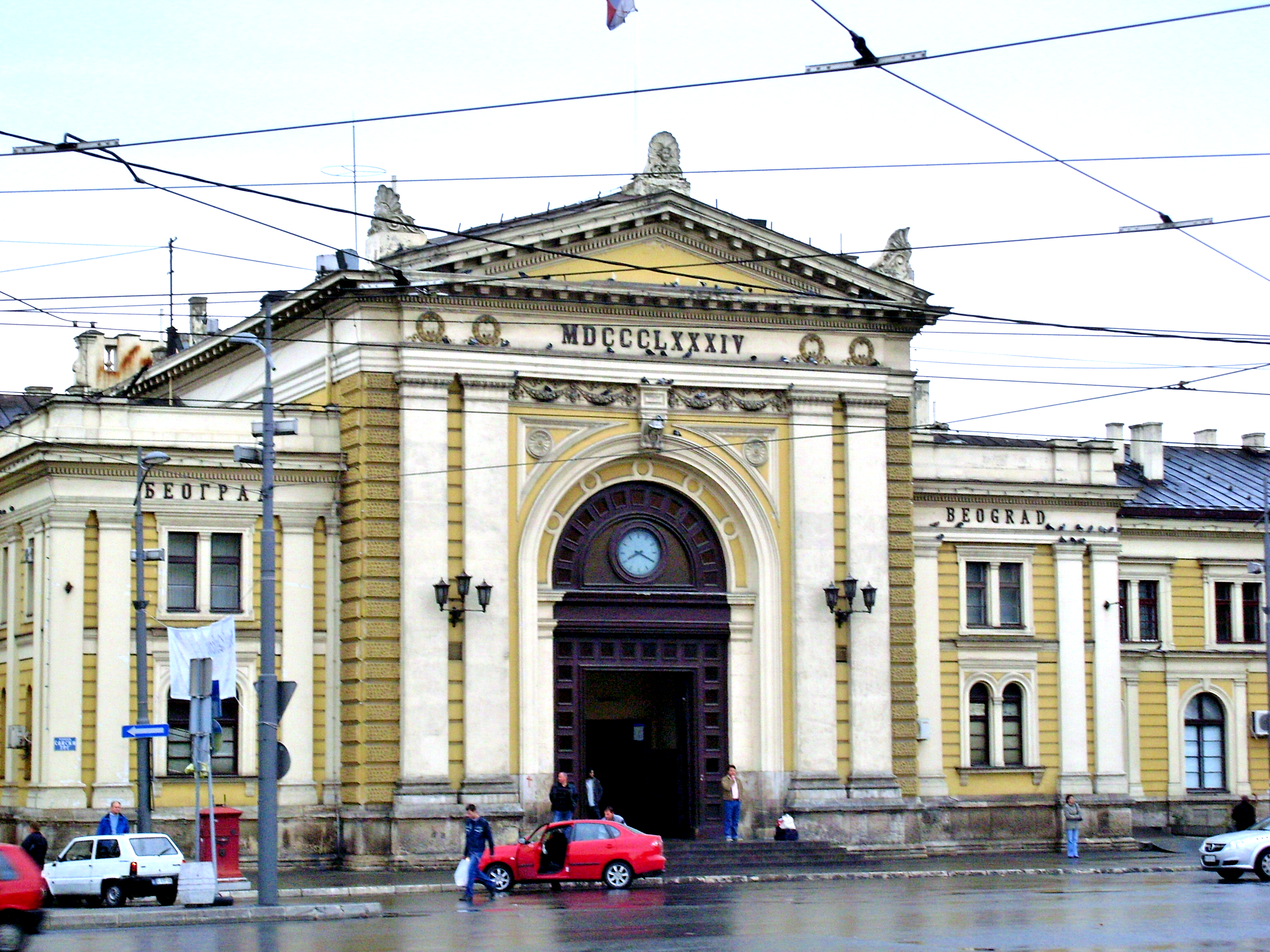
La gare principale de Belgrade.

## Projet «Belgrade Waterfront»
Ce quartier historique est sous la menace d'un projet immobilier de 2,75 milliards d'euros, mené par le promoteur immobilier émirati Eagle Hills, et négocié dans l’opacité, sans appel d'offres. Un certain nombre de bâtiments historiques ont déjà été détruits, dans l’illégalité:
Une nuit d'avril 2016, un commando d'une trentaine d'hommes a envahi un quartier, permettant à des engins de chantier de démolir ses bâtiments, sans intervention de la police.